# (73257) 2002 JM44
(73257) 2002 JM44 – planetoida z pasa głównego asteroid okrążająca Słońce w ciągu 3,66 lat w średniej odległości 2,37 j.a. Odkryta 9 maja 2002 roku.